# Horsington (Somerset)
Horsington – wieś w Anglii, w hrabstwie Somerset, w dystrykcie (unitary authority) Somerset. Leży 50 km na południe od miasta Bristol i 170 km na zachód od Londynu. W 2002 miejscowość liczyła 582 mieszkańców.